# Ciro Trabalza
Ciro Trabalza (* 17. August 1871 in Bevagna; † 21. April 1936 in Rom) war ein italienischer Grammatiker, Dialektologe, Ethnologe und Literaturkritiker.

## Leben
Trabalza unterrichtete im Mittelschulwesen. Ab 1912 wirkte er in der zentralen Schulverwaltung im Unterrichtsministerium, von 1921 bis 1928 als Leiter der Abteilung für Auslandsschulen, dann bis 1931 als Leiter des Höheren Schulwesens.

## Werke
- Della vita e delle opere di Francesco Torti di Bevagna, Bevagna 1896
- La mia scuola. Vedute pedagogiche, Perugia 1900
- L'insegnamento dell'italiano nelle scuole secondarie. Esposizione teorico-pratica con esempi, Mailand 1902
- Studi e profili, Turin 1902
- Saggio di vocabolario umbro-italiano e viceversa, Foligno 1905, Bologna 1970, 1982
- Studi sul Boccaccio, Citta di Castello 1906, Rom 1978
- Storia della grammatica italiana, Mailand 1908, Bologna 1963, 1984
- La critica letteraria, Mailand 1913–1915
- Dipanature critiche, Bologna 1920
- Dal dialetto alla lingua. Nozioni di grammatica italiana, Turin 1924
- Scuola e italianità. Problemi della cultura nazionale all'interno e all'estero, Bologna 1926
- La grammatica degl’Italiani, Florenz 1933, 11. Auflage 1955
- (Hrsg.) Liriche dell'Ottocento, Turin 1934
- Nazione e letteratura. Profili. Saggi. Discorsi, Turin 1936